# Andre Branch
(en) Statistiques sur pro-football-reference
Orlandus Andre Branch (né le 14 juillet 1989 à Richmond) est un joueur américain de football américain.

## Carrière

### Université
Il entre à l'université de Clemson en 2007. Lors de sa dernière saison universitaire, il réalise soixante-dix-sept tacles et 10,5 sacks. Il est nommé dans l'équipe de la saison de la conférence ACC. Pour ses cinq années, il totalise 179 tacles et 17,5 sacks.

### Professionnel
Andre Branch est sélectionné au second tour du draft de la NFL de 2012 par les Jaguars de Jacksonville au trente-huitième choix.

## Palmarès
- Équipe de la conférence ACC 2011